# 防虫剤
防虫剤（ぼうちゅうざい）とは、害虫を忌避するために用いられる薬剤のことである。大きく分けて衣類に用いるもの、人体に用いるもの、そして食品を保存するためのものがある。

## 衣類用防虫剤
収納してある衣服に害を与えるイガ、コイガ、カツオブシムシ類などの幼虫を忌避する薬剤。植物の押し葉標本や昆虫の乾燥標本など、生物の学術標本のうち、乾燥状態で保存するものの保存にも使用される。また、白檀・丁字・龍脳・桂皮などの天然素材を用いたものは「防虫香」と呼称され、書画・掛軸・料紙・骨董用に広く用いられる。
古くは天然素材が使われたが、化学合成の発達とともにナフタレン（ナフタリン）が登場し、パラジクロロベンゼン製剤が全盛となった。しかし、これらは刺激臭などが問題になっていたため、日本では1980年代から殺虫剤に用いていたピレスロイド系の化学物質も用いられ、臭わない防虫剤として支持されている。家庭用除湿剤と併用することもあるため、初めから除湿剤と一緒になった防虫剤も市販されている。なお、ナフタリン・樟脳・パラジクロロベンゼン系の防虫剤を比較した実験では、昇華量には大差なく、防虫剤の効果も大きな差は認められなかった。
有効期間は6 - 12か月であり、衣替えの時期に合わせ薬剤の有効作用が薄れるように量が調節されている。よって業界では春、ないしは秋の主力商材として総合スーパー(GMS)やドラッグストアなどで販売される。国内シェアの首位はエステー（ムシューダ）であり、以下白元アース（ミセスロイド）、アース製薬（ピレパラアース）または大日本除虫菊（タンスにゴンゴン）と続き、ほかに大手ではフマキラー（サザン）がある。

### 注意点
防虫剤の混成使用は避ける。防虫剤は昇華作用を持つものが選ばれ使用されているために、各々は固形状から直接気化する。しかし、種類の異なる防虫剤を混成すると融点降下を起こして液状になる場合がある。溶けた液が衣類などに付着してしみを作ることがあるので注意しなければならない。

## 人体用防虫剤
病原体を媒介し、またかゆみや腫れなど不快感を与える蚊やダニを忌避する薬剤。主にエアゾールスプレー式になっており、皮膚に直接ふりかける。また、ミストタイプのもの、薬剤が飛散しないようにウエットシートになったものや、直接肌に塗るタイプのものもある。有効成分は、ディートやイカリジンが用いられており、高濃度の虫よけ剤は第二類医薬品になっている。主成分ディートの使用に不安を感じる消費者がいるため、有効害虫は限られるものの、幼少年齢にも噴霧できるイカリジンを使用した商品も増えている。一方で、化学成分の安全性を疑ったり、薬剤の臭いを忌避したりする消費者向けにハーブやハッカを用いた「天然成分」のみを用いた製品も市販されている（ただし、天然成分だからといって万人に安全性が保障されるものではなく、海外では天然成分使用スプレーに伴う健康被害も報告されている）。
一般には「虫除けスプレー」と呼ばれている。一般消費動向では夕涼みや山歩きなど、外へ出る機会の多い夏に特に需要が高まり、お盆の時期にピークを迎える。また、夏季のためスプレー散布によるべとつきを敬遠する利用者のために、散布後サラサラになる商品なども開発されている。主な商品にサラテクト（アース製薬）、スキンガード（ジョンソン）、ムシペール（池田模範堂）、ウナ（興和）、スキンベープ（フマキラー）、プレシャワー（大日本除虫菊）などがある。

## 食品用防虫剤
米、麦、豆などの穀類を害虫から守るための食品添加物として、防虫剤が用いられることがある。米穀を害虫から守るためには米びつ用防虫剤が市販されており、主に米櫃の蓋や壁面に付着させたり、吊り下げたり、中に入れたりして用いる。原料はワサビ、唐辛子、シソ、茶エキスなどの食品由来成分を用いており、米を食害するコクゾウムシなどの虫を忌避したり、また米のにおいを脱臭したりする効果がある。
それ以外、農作物の虫害を防ぐための食品用防虫剤は、主として農薬扱いであり家庭用防虫剤には該当しない。

## 空間用防虫剤
空間虫除け剤は、トランスフルトリンやエムベントリン、メトフルトリンといったピレスロイド系薬剤などの虫が嫌う忌避剤を空気中に蒸発させ、虫を寄せ付けないようにするもの。ベランダや玄関などにつり下げて使う。
2015年2月20日、消費者庁は「表示の根拠が認められない」として景品表示法違反（優良誤認）に当たるため、販売している企業に再発防止を求める措置命令を出した
。